# Lípy na Srní
Lípy na Srní jsou památné stromy ve vesnici Srní jižně od Sušice. Tři zdravé lípy malolisté (Tilia cordata) rostou u rekreačního střediska Uranové doly. Obvody jejich kmenů měří 355, 230 a 200 cm, koruny stromů dosahují shodně do výšky 30 m (měření 1991). Lípy jsou chráněny od roku 1992 pro svůj vzrůst a jako krajinná dominanta.

## Stromy v okolí
- Dub u Vomáčků
- Kleny na Novém Sedle
- Javor klen u Nového Sedla I.
- Javor klen u Nového Sedla II.
- Smrk ztepilý